# オルクセン王国史〜野蛮なオークの国は、如何にして平和なエルフの国を焼き払うに至ったか〜
『オルクセン王国史〜野蛮なオークの国は、如何にして平和なエルフの国を焼き払うに至ったか〜』は、樽見京一郎による日本のライトノベル、およびそれを原作とするメディアミックス作品。「小説家になろう」および「カクヨム」にてそれぞれ2021年7月から連載され、書籍版がサーガフォレスト（一二三書房）より2023年12月から刊行されている。書籍版のイラストはTHORES柴本が担当している。第2回一二三書房WEB小説大賞にて金賞を受賞している。「次にくるライトノベル大賞2024」単行本部門では3位を獲得している。2025年4月時点でシリーズ累計部数は50万部を突破している。
メディアミックスとして、2024年1月から『コミックノヴァ』において野上武志によるコミカライズが連載中。

## あらすじ
魔法が存在しつつも、科学技術が発展を遂げた「銃と魔法」の世界。人ならざる魔種族が寄り集まって成立した国家オルクセンに、一人のダークエルフが辿り着く。ディネルースと名乗ったこのダークエルフによれば、オルクセンの隣国エルフィンドでは、白エルフによるダークエルフへの民族浄化が行われているのだという。奇しくもオルクセンでは対エルフィンド戦争は時間の問題という情勢にあり、オルクセン王グスタフはディネルースに亡命ダークエルフによる騎兵部隊創設を提案する。ディネルースもこれを引き受け、白エルフへの復讐のため、自身と一万二千の同胞の命を救ったグスタフへの恩義を果たすため、かつての祖国との戦争に身を投じていく。

## 登場人物
グスタフ・ファルケンハイン
オルクセン王国国王。オーク族。数々の先進的な施策を以ってオルクセンを強国に押し上げた。実は異世界の人間がオークに転生した姿であり、彼の提唱した先進的な政策や理論も前世の記憶に基づく。前世の故郷の言語で呪いを唱えることによって天候を操作することが出来る。
ディネルース・アンダリエル
エルフィンドからオルクセンに亡命したダークエルフの氏族長。オルクセン陸軍少将に任官し、ダークエルフ旅団「アンファングリア」の旅団長となる。グスタフと親交を深め、後に彼と男女の関係を持つようになる。
カール・ヘルムート・ゼーベック
陸軍上級大将。オーク族。グスタフの最側近の一人で、国軍参謀本部参謀総長を務める。後述のシュヴェーリン、ツィーテンらと共に、120年前から一軍を率いる将であった。
アロイジウス・シュヴェーリン
陸軍上級大将。オーク族。北部軍司令官を務める闘将で、グスタフからは親愛を込めて「悪党」「我が牙」と呼ばれる。
アウグスト・ツィーテン
陸軍上級大将。オーク族。陸軍騎兵監として、その巨躯故に制約の多いオルクセン騎兵を育ててきた。
エーリッヒ・グレーベン
陸軍少将。オーク族。国軍参謀本部次長兼作戦局長。シュヴェーリンの娘婿。
ヴェルナー・ラインダース
陸軍少将。国軍大鷲軍団長を務める大鷲族で、ベレリアント半島から大鷲族が駆逐されようとしていた頃、ディネルースに命を救われた経験がある。
アドヴィン
グスタフの護衛役の巨狼族。グスタフとはロザリンド会戦の折、崖から滑落した彼を救って以来の付き合い。

## 用語

### 国家
オルクセン王国
星欧大陸中央部に位置する「魔種族統一国家」。グスタフを王に戴く。飢えれば同族さえも喰らう野蛮なオークの国と恐れられていたが、コボルト族やドワーフ族、大鷲族に巨狼族といった魔種族たちとの共存のためにグスタフが他種族食を固く禁じた。グスタフ手ずから行った数々の政策の甲斐あり経済的・軍事的に大きく発展。作中においては星欧列強に名を連ねる強国となっている。
エルフィンド
オルクセンの北部、ベレリアント半島を領域とするエルフの国家。長らく鎖国政策を採っており、諸外国との交流は僅かである。国土の拡大に伴い他の魔種族を迫害・虐殺した歴史があり、それ故にオルクセンとは対立関係にある。作中では白エルフにより闇エルフの虐殺が行われており、それが戦争の起爆剤のひとつとなる。
グロワール帝国
オルクセンの西部に位置する人間族国家。モデルはフランス。本編より60年前、一砲兵将校から成り上がった皇帝「アルベール・デュートネ」が周辺地域への侵略を行い、オルクセンをはじめとした諸国家連合と約25年間にわたって交戦した（デュートネ戦争）。現在はデュートネ3世を皇帝として戴く第二帝政を敷いている。
キャメロット連合王国
星欧大陸北西部に浮かぶ島を領土とする立憲君主制の人間族国家。モデルはイギリス。オルクセン・エルフィンド間の外交の橋渡しをする。デュートネ戦争の後、オルクセンといち早く通商条約を結んだ国でもある。
ロヴァルナ帝国
オルクセンの東部に位置する、広大な領域を支配する帝政国家。モデルはロシア。

### 地理
星欧大陸
オルクセンを始めとする国家が位置する大陸。現実世界のヨーロッパにおおよそ相当する地形だが、スカンディナヴィア半島にあたる地が存在しないなどの差異もある。
ベレリアント半島
オルクセン北部に突き出るように存在する半島。現実世界のヨーロッパにおけるユトランド半島におおよそ相当する。
シルヴァン川
ベレリアント半島と星欧大陸を隔てるように流れる川。ディネルース率いるダークエルフの一団はこの川を夜間に渡河しオルクセンに渡った。流域の大半はエルフィンド領だが、一部はオルクセン領であり、そのことが開戦の理由に大きな影響を及ぼしている。

### 魔種族
オーク族
豚のような頭と巨躯をもった種族。三大欲求が非常に強力な種族であり、食に関しては総じて拘りが強く、みな健啖家である。
エルフ族
主にベレリアント半島に住む、女性のみで構成された種族。長く尖った耳と高い魔術力が特徴。肌が白く、北方で農耕を営んできた白エルフ（光のエルフ）と、茶褐色の肌を持ち、南方で放牧や酪農、狩猟を営むダークエルフ（闇のエルフ）に分かれている。
コボルト族
犬が二足歩行をしているような見た目の種族。ブルドック種やダックス種など、様々な種類がいる。商才に富む種族で、そのためにエルフから疎まれベレリアント半島から駆逐された。エルフには及ばないものの優れた魔術力を持ち、オルクセン軍ではそれを活かして斥候などを務めることが多い。タマネギ中毒への配慮のため、オルクセン王国軍では配給からタマネギは外されている。
ドワーフ族
高い冶金技術を保有する種族で、かつてはベレリアント半島の付け根に国を築いていたが、ロザリンド会戦に勝利し撤退する途中のエルフィンド軍に滅ぼされた。今ではその技術を活かし、オルクセンの工業を支えている。
大鷲族
知性を持った巨大な鷲のような見た目の種族。かつてはベレリアント半島に居住していたが、エルフィンドの政策によって住処を追われオルクセンに住むようになった。オルクセン軍では、その飛行能力を活かして航空偵察を担っている。
巨狼族
その名の通り、巨大な狼のような見た目の種族。大鷲族らと同様にベレリアント半島に棲息していたものの、その強力無比な牙を恐れられたために半島から駆逐された。オーク族の忠実な猟犬のようになっているが、それと同時に高い知性を持つ誇り高き種族である。

### 歴史
ロザリンド会戦
作中年代より120年前、シルヴァン川流域のロザリンド渓谷で行われたオルクセンとエルフィンドの戦い。「オークの津波」と恐れられた密集陣形をとるオルクセン軍に対し、散兵戦術を取ったエルフィンド軍が大勝した。若きグスタフも一兵卒として参戦しており、このとき初めて用いた天候を変える魔術の力から新王に推挙されることとなった。
デュートネ戦争
作中年代より60年前、英雄デュートネ率いるグロワール軍とキャメロット・オルクセン連合軍が25年にわたり繰り広げた戦い。キャメロット軍が巧みな遅滞戦闘を展開する中、遅れていたオルクセン軍が到着し、最終的には連合軍が勝利した。しかしオルクセン軍はその際に侵攻を急ぐあまり兵站線の維持が不可能となり、やむなく食料の現地調達・現地耕作に踏み切っている。現在のオルクセン軍の先進的な諸制度の多く、特に兵站重視主義は、この戦争の戦訓を活かした結果生まれたものである。

### その他
魔術
エルフやコボルトのみが用いることのできる特殊な技術。グスタフは魔術によって天候を変えることができるが、これは例外中の例外であり、一般には魔種族間での念話や、それを逆探知して相手の位置を探ることなどが主な用法である。
エリクシエル剤
体力や魔力を回復させ、軽度の外傷なら即座に治癒させてしまう魔術薬。オルクセンでは量産体制が確立されており、オルクセン軍の精強さの一要因となっている。

## 既刊一覧

### 小説
- 樽見京一郎（著）・THORES柴本（イラスト） 『オルクセン王国史〜野蛮なオークの国は、如何にして平和なエルフの国を焼き払うに至ったか〜』  一二三書房〈サーガフォレスト〉、既刊5巻（2025年6月13日現在）
  1. 2023年12月25日発売[7]、ISBN 978-4-8242-0075-4
  2. 2024年6月14日発売[8]、ISBN 978-4-8242-0186-7
  3. 2024年10月15日発売[9]、ISBN 978-4-8242-0316-8
  4. 2025年2月15日発売[10]、ISBN 978-4-8242-0388-5
  5. 2025年6月13日発売[11]、ISBN 978-4-8242-0450-9

### 漫画
- 樽見京一郎（原作）・野上武志（漫画） 『オルクセン王国史〜野蛮なオークの国は、如何にして平和なエルフの国を焼き払うに至ったか〜』 一二三書房〈ノヴァコミックス〉、既刊4巻（2025年4月25日現在）
  1. 2024年5月24日発売[12]、ISBN 978-4-8242-0178-2
  2. 2024年9月25日発売[13]、ISBN 978-4-8242-0258-1
  3. 2025年1月24日発売[14]、ISBN 978-4-8242-0369-4
  4. 2025年4月25日発売[15]、ISBN 978-4-8242-0423-3